# 3215 Лапко
3215 Лапко (3215 Lapko) — астероїд головного поясу, відкритий 23 січня 1980 року.
Тіссеранів параметр щодо Юпітера — 3,192.